# Дубове (станція)
Ду́бове — проміжна залізнична станція Лиманської дирекції Донецької залізниці на перетині ліній Лозова — Слов'янськ та Дубове — Покровськ між станціями Близнюки (12 км), Гаврилівка (11 км) та Золоті Пруди (23 км)).
Розташована у селі Малинівка Ізюмського району Харківської області.

## Назва
Цікавим є питання про присвоєння роз'їзду № 14 назви саме «Дубове», адже балка Дубова, струмок якої впадає в річку Сухий Торець, знаходиться на значному віддаленні від станції Дубове. Саме тією балкою знаходиться село Дубове Лозівського району Харківської області. Більш того, від станції Дубове до села Дубове немає не те, що шосе, а й навіть асфальту чи його подібності. Село Дубове при балці Сухий Торець вказане на карті Генштабу РСЧА 1937—1942 років.
Нинішнє село Дубове знаходиться на місці колишньої німецької колонії Ду́бове, яку було засновано, ймовірно, наприкінці XIX століття. Перша назва — Марієнпіль, також використовувалася назва Ду́бівська. Згідно із даними дослідника історії німецьких населених пунктів у Російській імперії та Радянському Союзі В. Ф. Дизендорфа, вже 1904 року в колонії Дубове мешкали 213 осіб. У колонії працював цегельний завод Мюллера і млин Церта, а безпосередньо біля роз'їзду № 14 Дубове була «німецька водокачка», де проживав господар-німець, який забезпечував водопостачання полустанку. Отже, у 1908 році були всі підстави дати роз'їзду № 14 найменування Дубове: вказана німецька колонія була справжнім «центром Всесвіту», на відміну від Малинівки, назви якої немає у «Довідковій книжці для Харківської єпархії» 1904 року видання.

## Історія
У 1869—1870 роках було відкрито рух Курсько-Харківсько-Азовською залізницею, на якій були відкриті станції Надеждине (Близнюки) і Гаврилівка.
Згадки про роздільний пункт полустанок Малинівка у районі села Малинівка в доступних документах датовані наприкінці 1970 — першою половиною 1880-х років XIX століття. Тобто майже на 30 років раніше офіційної дати виникнення станції Дубове, на 395-й версті від Курська вказано роз'їзд Малинівка, що збігається із сучасною станцією Дубове. Село Малинівка територіально належало до Харківської, а полустанція — до Катеринославської губернії.
Офіційна історіографія веде літочислення станції Дубове з 1908 року, але документи дореволюційної епохи відкривають маловідомі сторінки історії цього полустанку.
1894 року на ділянці Надеждине — Гаврилівка значився роз'їзд № 14. Тоді на роз'їзді № 14 зупинялися вантажно-пасажирський і поштовий поїзди сполученням Курськ — Ростов, а 1897 року почали зупинятися пасажирські поїзди сполученням Харків — Ростов і Москва — Ростов, останній — з безпересадковими вагонами Харків — Дебальцеве.
У 1901—1902 роках було проєктоване будівництво Руднично-Лозівської залізниці, від лінії Лозова — Слов'янськ до станції Руднична, в якому пунктом примикання останньої до дільниці Лозова — Слов'янськ вказано роз'їзд № 14, що за 28 верст від Лозової та за 397 верст від Курська. Верстаж збігається з наведеним у «Путівнику» 1887 року від станції Лозова-Азовська до Малинівки (в останньому джерелі — 27,5 версти). Таким чином, немає сумніву, що Малинівка і роз'їзд № 14 — один і той же роздільний пункт, розташований на місці сучасної станції Дубове.
До роз'їзду № 14 Малинівка мала примикати сполучна гілка до станції Золотий Колодязь (проєктована станція Токмацької залізниці верствою на північ від уже існуючої станції Мерцалове. Цей проєкт здійснено в 1957—1962 роках, коли було збудовано залізницю Дубове — Добропілля — Мерцалове. Тоді станція Дубове стала вузловою, відкрився напрямок на Покровськ (зараз — малодіяльний, виключно вантажний хід).
Датою заснування залізничне відомство вважало тільки таку, коли вже облаштовано відповідний колійний розвиток, побудовані відповідні будівлі і споруди, зроблені відповідні кадрові призначення. В офіційному документі у 1911 році Міністерство шляхів сполучення роздільний пункт Дубове вказаний як роз'їзд, а не станцією. У 1911 році тут зупинялися 4 пари пасажирських поїздів Харків — Ростов: 3 пасажирських № 4р з вагонами Катеринослав — Луганськ, № 10р з вагонами Харків — Маріуполь і № 12р з вагонами Полтава — Ростов) і 1 вантажно-пасажирський.
Тривалий час Дубове мало статус як роздільний пункт, про що вказано у відповідній таблиці офіційних покажчиків пасажирських повідомлень за 1913, 1916, 1917, і навіть 1922—1923 і 1925 роки. У 1920-х роках на станції зупинявся один пасажирсько-вантажний поїзд. Приміські поїзди зі Слов'янська прямували лише до станцій Барвінкове і Гаврилівки, а з Лозової — лише у напрямку станції Панютине.

## Пасажирське сполучення
На станції Дубове зупиняється єдиний нічний швидкий поїзд № 92/91 сполученням Одеса — Костянтинівка та приміські поїзди до станцій Харків-Пасажирський, Краматорськ, Лозова, Гаврилівка та Близнюки.